# Actinopus cochabamba
Espèce
Actinopus cochabamba est une espèce d'araignées mygalomorphes de la famille des Actinopodidae.

## Distribution
Cette espèce se rencontre en Bolivie dans le département de Cochabamba et au Pérou dans la région de Cuzco,.

## Description
La femelle holotype mesure 20,16 mm.
Le mâle décrit par Ríos-Tamayo et al. en 2023 en mesure 9,32 mm et la femelle 16,17 mm.

## Systématique et taxinomie
Cette espèce a été décrite par Tamayo en 2016.

## Étymologie
Son nom d'espèce lui a été donné en référence au lieu de sa découverte, le département de Cochabamba.

## Publication originale
- Tamayo, 2016 : « A new species of Actinopus (Mygalomorphae: Actinopodidae) from Bolivia. » Revista del Museo Argentino de Ciencias Naturales, Nueva Serie, vol. 18, no 2, p. 185-189.